# Double (Film)

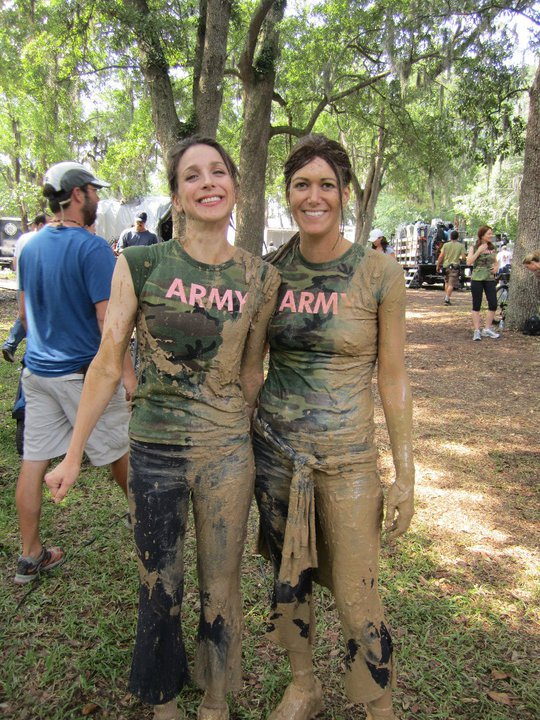
Marin Hinkle und ihr Double

Ein Double ([ˈduːbl̩], aus dem Französischen) bei der Filmproduktion bezeichnet einen dem Darsteller ähnlich sehenden Ersatzdarsteller, der die Funktion eines Doppelgängers hat. Es kann auch ein Drehort gemeint sein, der im Film für einen anderen Ort ausgegeben wird.

## Ersatzdarsteller
Ein Körperdouble wird in der Regel für unangenehme Handlungen oder für Tätigkeiten eingesetzt, die der Originaldarsteller nicht beherrscht oder nicht spielen möchte, beispielsweise Reiten, Rauchen, Tauchen, Bergsteigen, das Spielen von Musikinstrumenten sowie Nackt- und Liebesszenen. Bei gefährlichen Szenen wird das betreffende Körperdouble auch Stuntman bzw. Stuntwoman genannt.
Der Einsatz von Körperdoubles geschieht auch aus finanziellen Gründen. Weil Doubles bei der Gage günstiger sind, werden bei Filmszenen, in denen die Protagonisten nur aus großer Entfernung, schemenhaft oder von hinten zu sehen sind, Doubles eingesetzt, um Kosten zu sparen. Auch können die Dreharbeiten beschleunigt werden, indem – etwa bei Verfolgungsjagden in Actionfilmen – mit zwei Teams parallel gedreht wird, einmal die Nahaufnahmen mit den Stars im Studio und einmal die Fahrszenen mit den Doubles auf der Straße. Zusammengeschnitten entsteht so bei guter Regieführung der Eindruck einer lückenlosen Handlung.

## Lichtdouble
Ein weiterer Einsatz eines Doubles ist das Lichtdouble (englisch stand-in), das es dem Regisseur ermöglicht, Beleuchtung und Kameraeinstellungen vor Beginn der Aufnahmen ohne die eigentlichen Darsteller zu testen. Das Lichtdouble muss dabei dem betreffenden Darsteller nicht unbedingt ähnlich sehen, ihm aber in Größe, Hauttyp, Haartyp und Körperbau ähneln. Lichtdoubles treten im späteren Film nicht auf.